# Federica Squarcini
Federica Squarcini (Pontedera, 24 settembre 2000) è una pallavolista italiana, centrale dell'AGIL.

## Carriera

### Club
La carriera di Federica Squarcini inizia nelle giovanili dell'Ambra Cavallini di Pontedera. Nella stagione 2015-16 viene ingaggiata dalla LJ di Modena, in Serie B1: tuttavia viene più volte aggregata alla formazione che disputa il campionato di Serie A1.
Nella stagione 2016-17 si accasa all'Anderlini in Serie B2, mentre nell'annata successiva è all'Academy Sassuolo, in Serie B1: con il club emiliano ottiene la promozione in Serie A2, dove debutta, con la stessa società, nella stagione 2018-19, vince la Coppa Italia di Serie A2.
Per il campionato 2019-20 difende i colori della Pro Victoria, in Serie A1, dove milita per un biennio e conquista una Coppa CEV. Dopo un'annata nel Cuneo Granda, nella stagione 2022-23 viene ingaggiata dall'Imoco, sempre in massima divisione, conquistando due Supercoppe italiane, un campionato mondiale per club, due Coppe Italia, due scudetti e una Champions League.
Nella stagione 2024-25 approda all'AGIL, ancora in Serie A1, aggiudicandosi la Coppa CEV.

### Nazionale
Nel 2019 viene convocata nella nazionale italiana Under-20, conquistando, nello stesso anno, la medaglia d'argento al campionato mondiale.
Nel 2021 ottiene le prime convocazioni nella nazionale maggiore. Nel 2022 conquista la medaglia d'oro ai XIX Giochi del Mediterraneo.

## Palmarès

### Club
- Campionato italiano: 2

2022-23, 2023-24
- Coppa Italia: 2

2022-23, 2023-24
- Supercoppa italiana: 2

2022, 2023
- Coppa Italia di Serie A2: 1

2018-19
- Campionato mondiale per club: 1

2022
- Champions League: 1

2023-24
- Coppa CEV: 2

2020-21, 2024-25

### Nazionale (competizioni minori)
- Campionato mondiale Under-20 2019
- Giochi del Mediterraneo 2022